# هووبرت (اکلاهما)
هووبرت(به انگلیسی: Hobart) شهری در ایالت اکلاهما کشور ایالات متحده آمریکا است که جمعیت آن در سرشماری سال ۲۰۱۰ میلادی، ۳٬۷۵۶ نفر بوده‌است.